# Mylia aequata
Mylia aequata là một loài rêu tản trong họ Jungermanniaceae. Loài này được (Hook. & Taylor) Kuhnem. miêu tả khoa học lần đầu tiên năm 1949.